# Parafia Najświętszego Serca Pana Jezusa w Dobrej
Parafia Najświętszego Serca Pana Jezusa w Dobrej − parafia rzymskokatolicka znajdująca się w archidiecezji przemyskiej w dekanacie Sieniawa.
Parafia w Dobrej  została erygowana w 1968 roku, z wydzielonego terytorium parafii w Sieniawie. Na kościół parafialny została zaadaptowana dawna cerkiew.
Na terenie parafii jest 920 wiernych (w tym: Dobra – 510, Czerce – 410). Parafia posiada kościół filialny pw. Matki Bożej Częstochowskiej w Czercach i kaplicę pw. Matki Bożej Nieustającej Pomocy w Dobrej - Twarde.
Proboszczowie parafii:
1968–1970. ks. Kazimierz Drelinkiewicz.
1970–1988. ks. Zdzisław Kalinowski.
1988–2022. ks. kan. Bolesław Suberlak.
2022– nadal ks. Piotr Przeszłowski.

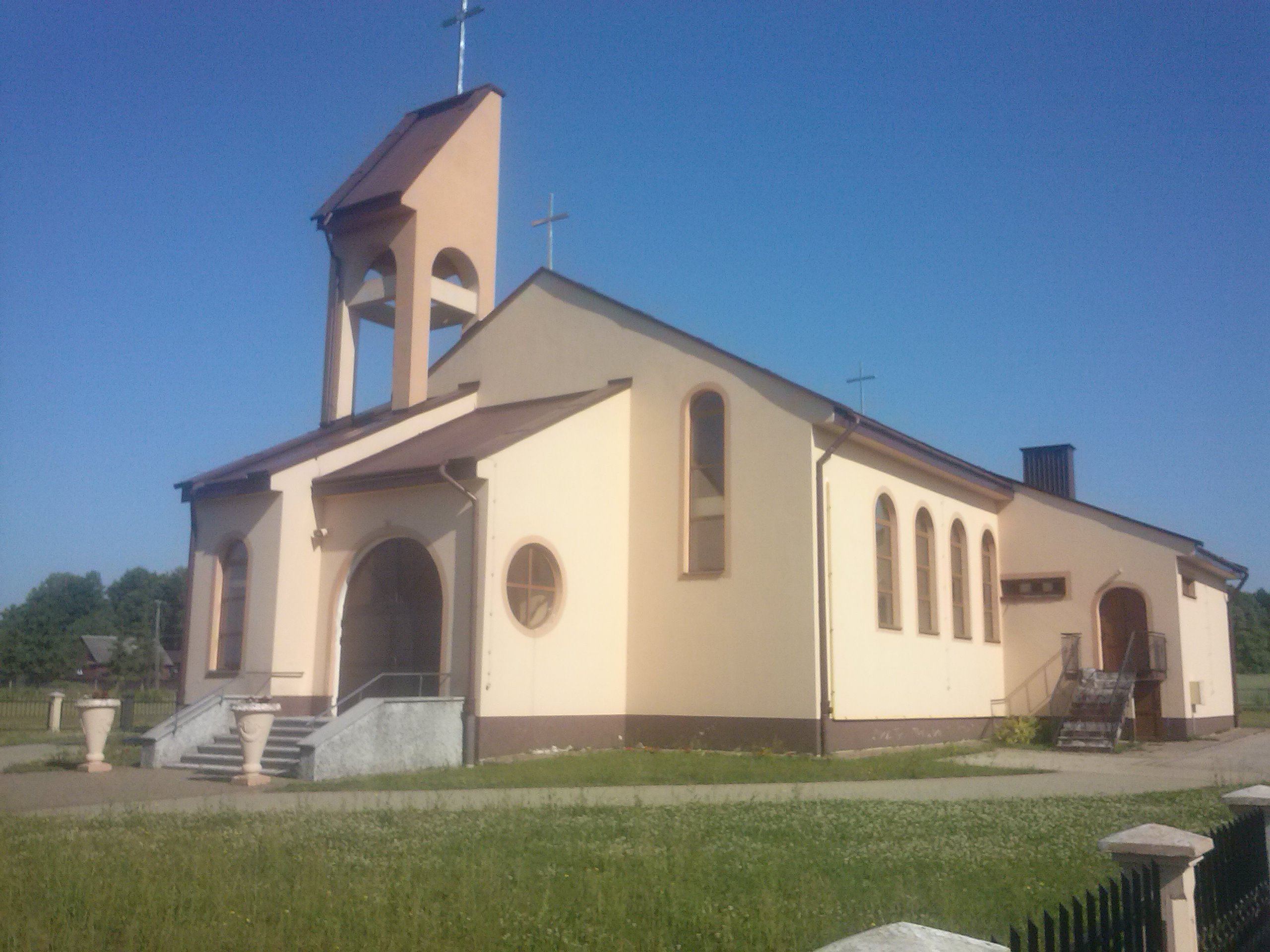
Kościół filialny pw. MB Częstochowskiej w Czercach
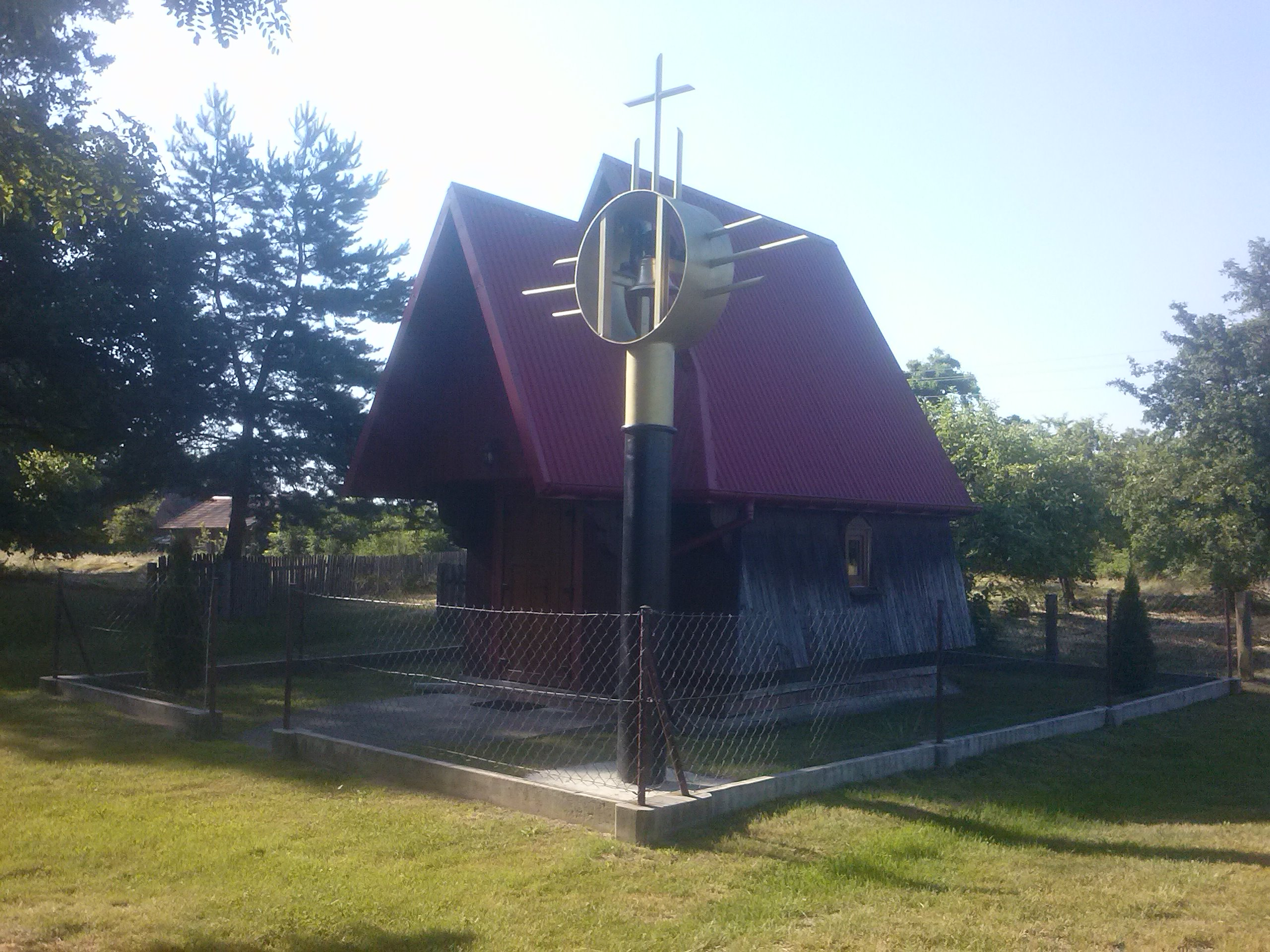
Kaplica pw. MB Nieustającej Pomocy w Dobrej - Twarde